# U-21-Faustball-Europameisterschaft 2006
Die 7. Faustball-Europameisterschaft für U21-Mannschaften fand am 19. und 20. August 2006 in Unterhaugstett (Deutschland) statt. Deutschland war zum zweiten Mal Ausrichter der Faustball-Europameisterschaft der U21-Mannschaften.

## Vorrunde
Spielergebnisse
| 19.08.2006 | Österreich  | – | Deutschland | 0:3 | (4:11, 7:11, 9:11)              |
| 19.08.2006 | Schweiz     | – | Italien     | 3:2 | (3:11, 6:11, 11:8, 11:8, 13:11) |
| 19.08.2006 | Deutschland | – | Italien     | 3:0 | (11:8, 11:3, 11:6)              |
| 19.08.2006 | Österreich  | – | Schweiz     | 1:3 | (7:11, 11:8, 6:11, 9:11)        |
| 19.08.2006 | Österreich  | – | Italien     | 3:2 | (11:13, 11:8, 11:9, 6:11, 11:8) |
| 19.08.2006 | Deutschland | – | Schweiz     | 3:1 | (11:9, 12:13, 11:8, 11:6)       |

## Halbfinale
Der Sieger der Vorrunde war direkt für das Finale qualifiziert, der Zweite und der Dritte spielten im Halbfinale um den Finaleinzug.
| 20.08.2006 | Schweiz | - | Österreich | 3:0 | (11:9, 11:8, 11:3) |

## Finalspiele
| Spiel um Platz 3 | Spiel um Platz 3 | Spiel um Platz 3 | Spiel um Platz 3 | Spiel um Platz 3 | Spiel um Platz 3          | Spiel um Platz 3 |
| ---------------- | ---------------- | ---------------- | ---------------- | ---------------- | ------------------------- | ---------------- |
| 20.08.2006       | Österreich       | –                | Italien          | 0:4              | (6:11, 11:13, 9:11, 8:11) |                  |
| Finale           |                  |                  |                  |                  |                           |                  |
| 20.08.2006       | Deutschland      | –                | Schweiz          | 4:0              | (11:6, 11:6, 11:8, 11:9)  |                  |

## Platzierungen
| Rang | Land        |
| ---- | ----------- |
| 1.   | Deutschland |
| 2.   | Schweiz     |
| 3.   | Italien     |
| 4.   | Österreich  |